# Francis Dashwood, 11. Baron le Despencer

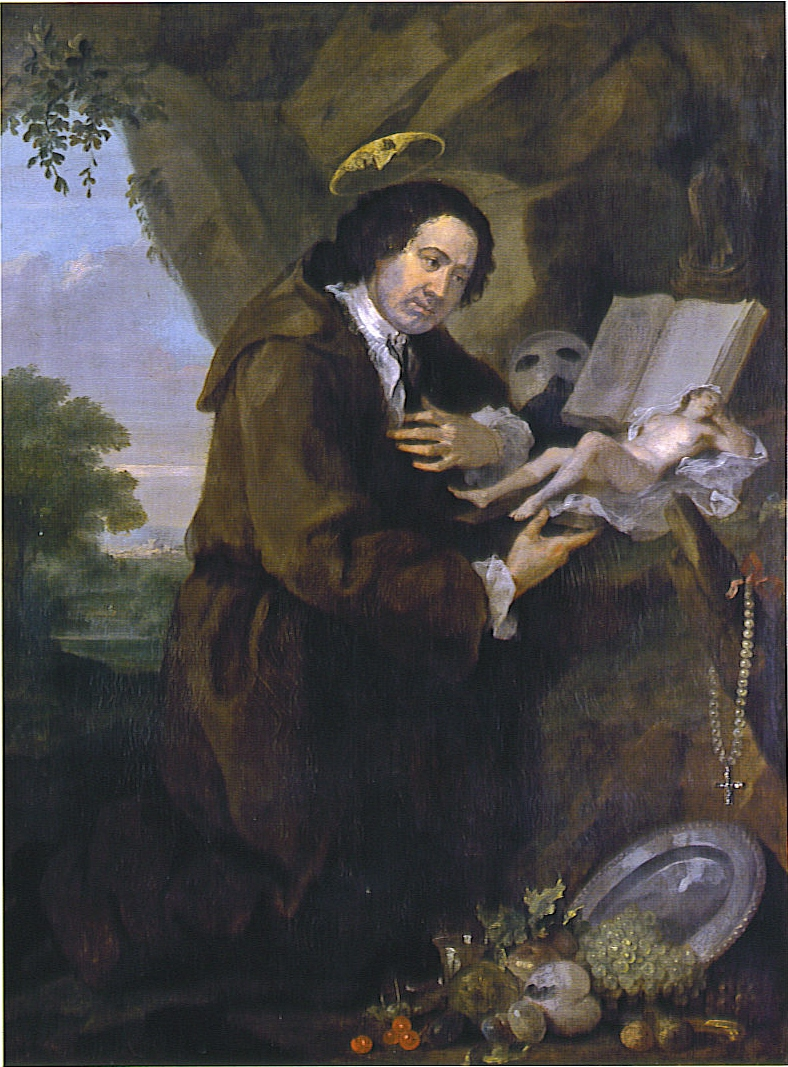
Porträt von Francis Dashwood (William Hogarth, 1750er Jahre)

Francis Dashwood, 11. Baron le Despencer (* Dezember 1708 in London; † 11. Dezember 1781) war ein britischer Politiker (1762–1763 Schatzkanzler), der vor allem als Wüstling und Gründer des Hellfire Club bekannt ist.
Er wurde in London geboren und am Eton College erzogen (seit dieser Zeit stand er in Verbindung mit William Pitt dem Älteren). Er wurde mit 16 Jahren Waise und absolvierte 1726 seine Grand Tour (eine damals für junge Adelige obligatorische Bildungsreise) durch Europa. 1732 war er Mitgründer der Society of Dilettanti.
Dashwood gründete nach 1740 den Hellfire Club. Dieser hatte seinen Sitz ab 1755 in der Abtei Medmenham nahe West Wycombe in Buckinghamshire, die von Dashwood in ruiniertem Zustand zu diesem Zweck erworben und wiederaufgebaut wurde. Zweck des Clubs waren sexuelle Ausschweifungen, gerüchteweise wurden auch satanistische Riten praktiziert. Als Eigenbezeichnung nannte der Club sich Order of the Knights of St. Francis (Ritterorden des Heiligen Franziskus) und ahmte katholische Mönchsorden nach. Dashwood beanspruchte den Titel Abt, die anderen Mitglieder wurden Brüder genannt.
Laut dem 1779 erschienenen Buch Nocturnal Revels (ein Buch über die Prostitution in England) hatte er auf seiner Grand Tour verschiedene Priesterseminare besucht, seiner Meinung nach im direkten Widerspruch zu Natur und Vernunft gegründet; nach seiner Rückkehr nach England dachte (er) dass eine possenhafte Einrichtung im Namen des Heiligen Franziskus die Absurdität solcher Gesellschaften kennzeichnen würde; und an Stelle der dortigen Strenge und Abstinenz wurde auf gemeinsame Fröhlichkeit, ungehemmte Ausgelassenheit und gemeinschaftliches Glück […] Wert gelegt.
Bald wurden an einigen anderen Orten nach diesem Vorbild (wenn auch unautorisiert) Hellfire Clubs gegründet.

## Dashwood in der Politik
In seiner späteren politischen Karriere war er Postmaster General (in dieser Funktion korrespondierte er unter anderem mit seinem damaligen nordamerikanischen Pendant Benjamin Franklin, von dem ein Besuch auf Dashwoods Gütern nachgewiesen ist) und kurze Zeit Schatzkanzler. Auch war er Ehrenvizepräsident des Foundling Hospital in London.
Dashwood  bekleidete folgende öffentliche Ämter:
- von 1761 bis 1762 Treasurer of the Chamber
- von 1762 bis 1763 Schatzkanzler (Chancellor of the Exchequer of Great Britain), ein hohes Regierungsamt.
- von 1763 bis 1765 Master of the Great Wardrobe am britischen Hof (Royal Household).

## Dashwood in der Literatur
In der Illuminatus!-Trilogie von Robert Shea und Robert Anton Wilson erscheint Dashwood als einer der fünf Führer der Illuminaten.
Der Name Francis Dashwood wird von Wilson auch in seiner Trilogie Schrödingers Katze verwendet, dort handelt es sich um den Leiter eines Orgasmus-Forschungszentrums.
Die Geschichte des Hellfire-Clubs mit Francis Dashwood verarbeitete die forensische Anthropologin Kathy Reichs in ihrer Dr. Brennan-Reihe im Band Durch Mark und Bein.